# Алтынтоп, Хамит
Хами́т Алтынто́п (тур. и нем. Hamit Altıntop; 8 декабря 1982, Гельзенкирхен, Северный Рейн-Вестфалия, ФРГ) — турецкий и немецкий футболист, полузащитник. Брат-близнец футболиста Халила Алтынтопа (Хамит родился на 10 минут раньше). Бронзовый призёр чемпионата Европы 2008 года.

## Карьера
Хамит Алтынтоп родился в Гельзенкирхене. Первые футбольные шаги начал делать в клубах «Шварц-Вайсс Гельзенкирхен» и «Роттхаузен». В 1997 году 15-летний Хамит перешёл в молодёжную команду «Ваттеншайд 09». Через три года стал игроком основной команды. Параллельно вместе с ним играл его брат-близнец — Халил Алтынтоп.
19 мая 2011 года Алтынтоп стал игроком мадридского «Реала». 27 сентября 2011 года впервые после травмы Алтынтоп сыграл за «Реал Мадрид» в матче с «Аяксом» («Реал» победил 3:0).
13 июля 2012 года подписал контракт с турецким клубом «Галатасарай». Сумма трансфера составила около 3 миллионов евро. 5 января 2017 клуб досрочно расторг контракт с Алтынтопом.
30 марта 2011 года впервые выступил в качестве капитана сборной Турции в матче против сборной Австрии (2:0 в пользу Турции). Всего за сборную провёл более 50 матчей.

## Достижения

### Командные
«Шальке 04»
- Обладатель Кубка немецкой лиги: 2005

«Бавария»
- Чемпион Германии (2): 2007/08, 2009/10
- Обладатель Кубка Германии (2): 2007/08, 2009/10
- Обладатель Кубка немецкой лиги: 2007
- Обладатель Суперкубка Германии: 2010

«Реал Мадрид»
- Чемпион Испании: 2011/12

«Галатасарай»
- Чемпион Турции (2): 2012/13, 2014/15
- Обладатель Кубка Турции: 2013/14
- Обладатель Суперкубка Турции: 2012

### Личные
- Вошёл в состав символической сборной чемпионата Европы: 2008
- Лучший ассистент чемпионата Европы: 2008[6]
- Обладатель премии ФИФА имени Ференца Пушкаша: 2010